# Naltrexona/bupropiona
Naltrexona/bupropiona (comercializada sob a marca Contrave, entre outras) é uma associação medicamentosa em dose fixa usada no tratamento de obesidade crônica em adultos, em conjunto com uma dieta hipocalórica e um aumento na atividade física. Contém naltrexona, um antagonista opioide, e bupropiona, um antidepressivo atípico  relacionado à classe química das aminocetonas. A administração é oral. Ambos os medicamentos, admnistrados isoladamente, demonstraram alguma eficácia na perda de peso, e a combinação mostrou ter certos efeitos sinérgicos na redução de peso.
A combinação foi aprovada para uso médico nos Estados Unidos em 2014, na Europa em 2015 e no Canadá em 2018. No Brasil, a comercialização foi aprovada em 2021.
Os efeitos colaterais mais comuns incluem náusea, constipação, tontura, dificuldade para dormir, boca seca e dor de cabeça. Outros efeitos colaterais podem incluir suicídio, psicose, convulsões, pressão alta e problemas de fígado. O uso durante a gravidez não é recomendado.